# Chrysophyllum roxburghii
Chrysophyllum roxburghii är en tvåhjärtbladig växtart som beskrevs av George Don jr. Chrysophyllum roxburghii ingår i släktet Chrysophyllum och familjen Sapotaceae. Inga underarter finns listade i Catalogue of Life.